# Las Haciendas (Teksas)
Las Haciendas je naseljeno mjesto za statističke potrebe u američkoj saveznoj državi Teksas. Prema popisu stanovništva iz 2010. u njemu je živjelo 7 stanovnika.